# لوطس حلبي
لوطس حلبي (الاسم العلمي:Lotus aleppicus) هي نوع نباتي يتبع جنس اللوطس من فصيلة البقولية.